# Балканский рубеж
«Балка́нский рубе́ж» (серб. Балканска међа) — российско-сербский военно-драматический боевик режиссёра Андрея Волгина, посвящённый секретной операции по захвату аэродрома Слатина в Косово и Метохии во время военной операции НАТО в Югославии. Эти события стали самым опасным обострением отношений между Россией и Западом со времён Карибского кризиса.
Российская премьера фильма состоялась 14 марта в Москве, а сербская — 19 марта в Белграде. Фильм был выпущен в прокат 21 марта 2019 года, к 20-й годовщине бомбардировки в Югославии, компанией 20th Century Fox. 3 апреля того же года премьера фильма состоялась в кинозале посольства РФ в Вашингтоне. Перед показом зрителей в видеообращении поприветствовал продюсер киноленты и исполнитель одной из ролей Гоша Куценко.

## Сюжет
1995 год, Босния и Герцеговина. Международные силы под руководством НАТО, в состав которых входит и группа российского спецназа под командованием Андрея Шаталова, захватывают в Боснии в плен военного преступника. Во время операции гибнет один из спецназовцев. В вертолёте (с нанесённой на борт надписью SFOR) выясняется, что боевика приказали отпустить, однако Шаталов в результате конфликта на борту выкидывает пленного из вертолёта, прямо нарушая приказ, ссылаясь на «трудности перевода». Майор получает «неполное служебное соответствие», а все спецназовцы остаются в Югославии без возможности возвращения на родину.
1999 год. НАТО начинает бомбардировки Югославии, разрушая жилые дома и больницы. В это же время в Москве генерал Сомов отдаёт Беку Етхоеву, бывшему командиру Шаталова, секретный приказ занять аэропорт Слатина в Приштине и удержать его до прихода колонны российских миротворцев. Бек уговаривает генерала позволить ему собрать для выполнения боевой задачи бывшую группу Шаталова, до сих пор скрывающуюся на территории Югославии, на что Сомов, скрепя сердце, в итоге соглашается.
Одновременно с этим Шаталов, живущий в Югославии под именем Раде Томич, приходит к жулику Горану, которому заказал сделать югославский паспорт. Документ готов, но при ближайшем рассмотрении оказывается некачественной подделкой. В этот момент в дом Горана врывается местная полиция. Начальник полицейского участка Горан Милич предлагает Шаталову сделку: либо тот рассказывает о себе правду и получает работу, либо хранит молчание и подвергается депортации в Россию. Андрей, для которого вернуться домой означает пойти под трибунал, раскрывает себя, и Милич, сдерживая своё слово, трудоустраивает его к себе в участок и выправляет настоящий паспорт.
Остальные бывшие члены группы не могут найти себя. Вера Курбаева, в прошлом снайпер группы, работает охранником в публичном доме. Илья Слащёв почти каждый день выпивает в местном баре. Только бывшему сапёру Олегу Бармину удаётся применять навыки на практике: он помогает югославским коллегам разминировать сброшенные и не разорвавшиеся снаряды. Найдя всех, кроме самого Шаталова, который, как считается, подставил всю свою группу, Бек собирает их и посвящает в курс задачи, обещая, что за успешное выполнение им всем разрешат вернуться домой, их полностью реабилитируют и восстановят в звании и наградах.
В это время в Боснии российский миротворческий батальон тренируется на бронетранспортёрах. Сразу после заезда в расположение поступает звонок от генерала Сомова, передающего приказ выдвигаться в сторону Слатины.
У Вука — молодого сербского полицейского из участка Милича, в прошлом десантника — в его родной деревне прямо на празднике албанские боевики убивают всю семью. Он обезумел от горя, и Милич вместе с другим подчинённым, албанцем Фадилем, насилу удерживают его от самосуда.
Томич направляется на автобусе в сторону Призрена и по пути знакомится с местной девушкой-врачом по имени Ясна. На горном перевале их автобус останавливает банда Смука — албанского боевика, ведущего борьбу за «великую Албанию» и не гнушающегося никакими средствами для достижения целей. Бандиты высаживают людей из автобуса, избивают их, один из них нокаутирует Томича, а сам Смук убивает священника за отказ произнести фразу «Нет Бога, кроме Аллаха». После этого один из бандитов пытается изнасиловать Ясну, но очнувшийся Томич, улучив момент, сам захватывает Смука в заложники, уничтожает нескольких боевиков и, прострелив колеса их машин, заставляет Смука приказать остальным сложить оружие. С этого момента так называемый «русский серб» (Томич ранее сообщил о русской матери) становится для боевика кровным врагом.
Сопроводив пассажиров автобуса в госпиталь Глоговаца, куда направлялась на работу Ясна, Томич, препоручив их начальнику госпиталя доктору Штерну из Швейцарии, вместе с Ясной отвозит тело священника в монастырь, после чего предлагает девушке для ночлега свою пустующую квартиру.
В поисках Томича Смук утром захватывает полицейский участок и берёт в плен Милича, требуя выдать «русского серба», но Милич отказывается что-либо сообщить, назвав Смука обычным бандитом и заявив, что Косово было и будет сербским, оказывает сопротивление и гибнет с честью, ликвидировав двоих боевиков ножом одного из них.
Во время казни Милича Вук едва не убивает молодого албанского боевика, а затем вступившегося за того Фадиля. Затем последний звонит Томичу, рассказав о гибели Милича и предупредив об опасности.
Банда Смука захватывает в заложники десятки сербов, включая выданную Штерном Ясну, и удерживает их на территории аэропорта Слатина. Не желая мириться со своей подчинённостью НАТО, о которой напоминает Штерн, Смук убивает доктора и его помощницу Марту, а затем допрашивает Ясну о местонахождении Томича, в ходе допроса убив одну заложницу и угрожая убить вторую, маленькую девочку. Не выдержав, девушка выдаёт адрес «русского серба». Смук уезжает за Томичем, а его подчинённые убивают всех заложников, кроме Ясны, которую Смук приказал не трогать, и успевшей спрятаться маленькой девочки.
Бывшая группа Шаталова, которой теперь руководит Бек, занимает аэродром. Вскоре после этого Шаталов-Томич, Вук и Фадиль проникают на территорию уже зачищенного аэропорта и встречаются с группой Бека. Тот отнюдь не рад неожиданной встрече и требует от Шаталова и полицейских покинуть аэропорт, но Вук, убеждённый патриот Сербии, резко отказывается. Перепалку прерывает появление разведывательной машины бандитов Смука, в которой едут четыре человека. Снайпер Вера, уже занявшая позицию, убивает двоих из них, но получает ранение из крупнокалиберного пулемёта, и оставшиеся двое быстро уезжают. Приехав на квартиру Томича и не обнаружив врага, Смук узнаёт от подручного о захвате аэропорта и приходит в ярость, устраивая погром. Шаталов тем временем сообщает, что в банде Смука более ста боевиков, и Бек, понимая, что каждый боец на счету, вынужденно разрешает всем троим остаться.
Тем временем группа миротворческих сил под командованием полковника Платова, сменив маркировку SFOR на своих бронетранспортёрах на KFOR, организованной колонной выдвигается в сторону аэропорта Слатина.
Группа Бека распределяется по позициям. Выжившую Ясну, всё ещё находящуюся на территории аэропорта, «Томич», с которым у неё завязался роман, прячет в диспетчерской — самом безопасном месте. Только здесь он раскрывает ей своё настоящее имя.
После заката боевики Смука прибывают к аэропорту, и завязывается неравный бой, который продолжается всю ночь. После нескольких неудачных попыток прорыва боевики обстреливают аэродром из миномётов. В ходе обстрела получает смертельное ранение боец по прозвищу Гирей. Веру в результате взрыва заваливает обломками. Фадиль от выстрела из РПГ проваливается вниз, сквозь деревянный потолок терминала. Чтобы уничтожить миномёты, жертвует собой Слащёв, направив на них гружёный бензовоз. Спасая Ясну, получает тяжёлое ранение Шаталов. Лишается ноги в результате взрыва Вук. Понимая, что пощады ему не будет, он надевает предмет своей гордости — красный берет, — чтобы умереть достойно, и остаётся прикрывать отступление Шаталова. К утру боеприпасов у спецгруппы почти не остаётся.
Все выжившие члены группы (Бек, Шаталов, сапёр Бармин, снайпер Вера), а также Ясна и маленькая девочка, тоже бывшая заложница, собираются в диспетчерской. Смук убивает Вука, забирает его берет и отрезает ему голову, после чего требует от окружённых сдаться. Группа не намерена сдаваться живыми, но у них остаётся всего четыре патрона. Первой решается застрелиться Вера, но, поняв, что не в силах это сделать самостоятельно, просит об этом Бека. В последний момент, за секунду до неминуемой гибели, они слышат по радиосвязи русскую речь и понимают, что на территорию аэропорта прибыла колонна российских миротворцев.
Оставшиеся восемь боевиков спасаются бегством, и Смук собирается бежать на машине, но когда он собирается завести автомобиль, его шею насквозь пробивает нож: Фадиль, с помертвевшим лицом, мстит за всех. Забрав из машины красный берет Вука, он уходит.
Группа тайно покидает аэропорт. Ясну и девочку находят российские миротворцы, занявшие всю территорию незадолго до прибытия сил НАТО. Командир взвода бронетранспортёров Коля Полторацкий приказывает подчинённым: «Делайте, что хотите, только чтобы он [вертолёт НАТО] не сел!», а сам во главе отделения встаёт с автоматом на КПП аэропорта. Генерал Джексон по телефону произносит вошедшую в историю фразу: «Я не начну для вас Третью мировую войну!». 
Год спустя. Белград. Ясна выходит из церкви и идёт по улице. В стоящей позади машине такси сидят двое — водитель и, как оказывается, выживший Андрей Шаталов. Андрей, видимо, уже рассказал таксисту о своей возлюбленной, и тот, увидев Ясну, спрашивает: «Это она?». Шаталов отвечает утвердительно, и таксист требует от него идти к ней. Поколебавшись, Андрей вылезает из машины и окликает Ясну. Она слышит его и оборачивается. Этим и заканчивается фильм.
В титрах рассказывается, что российский миротворческий контингент был выведен из Косова в 2003-м году, после чего убийства сербского населения возобновились и продолжаются до сих пор.

## В ролях
- Антон Пампушный — Андрей Шаталов («Шатай»), он же Раде Томич
- Гоша Куценко — Асланбек Етхоев («Бек»), командир спецгруппы (прототип Юнус-Бек Евкуров)
- Милена Радулович — Ясна Благоевич, врач, девушка Андрея
- Сергей Марин — Илья Слащёв («Слащ»)
- Нодар Джанелидзе — Рустам Маматгиреев («Гирей»)
- Кирилл Полухин — Олег Бармин («Баря»), сапёр
- Равшана Куркова — Вера Курбаева, снайпер
- Гойко Митич — Горан Милич, начальник югославского полицейского участка
- Милош Бикович — Вук Петрович, сотрудник югославской полиции
- Александар Радойчич[серб.] — Фадиль, сотрудник югославской полиции
- Александр Сречкович[серб.] — Смук, лидер отряда албанских повстанцев
- Миодраг Радонич — Амир, «правая рука» Смука
- Дмитрий Фрид — доктор Штерн, врач из Швейцарии, сообщник Смука
- Светлана Чуйкина — Марта, врач, помощница Штерна
- Эмир Кустурица — таксист
- Срджан Тодорович — Горан, жулик
- Дмитрий Вяткин — сын Горана
- Никита Кологривый — Киря
- Роман Курцын — старший лейтенант Николай Полторацкий, командир взвода (прототип Николай Яцыков)
- Дмитрий Росляков — майор Бражников, заместитель командира батальона по тех. части
- Константин Соловьёв — полковник Платов, командующий российским батальоном из Боснии (прототип Виктор Михайлович Заварзин)
- Михаил Хмуров — генерал Виктор Иванович Сомов, куратор операции в Приштине, близкий друг Бека (прототип Леонид Григорьевич Ивашов)
- Анна Чапман — журналистка
- Валентина Муравская — Мирена

## История создания

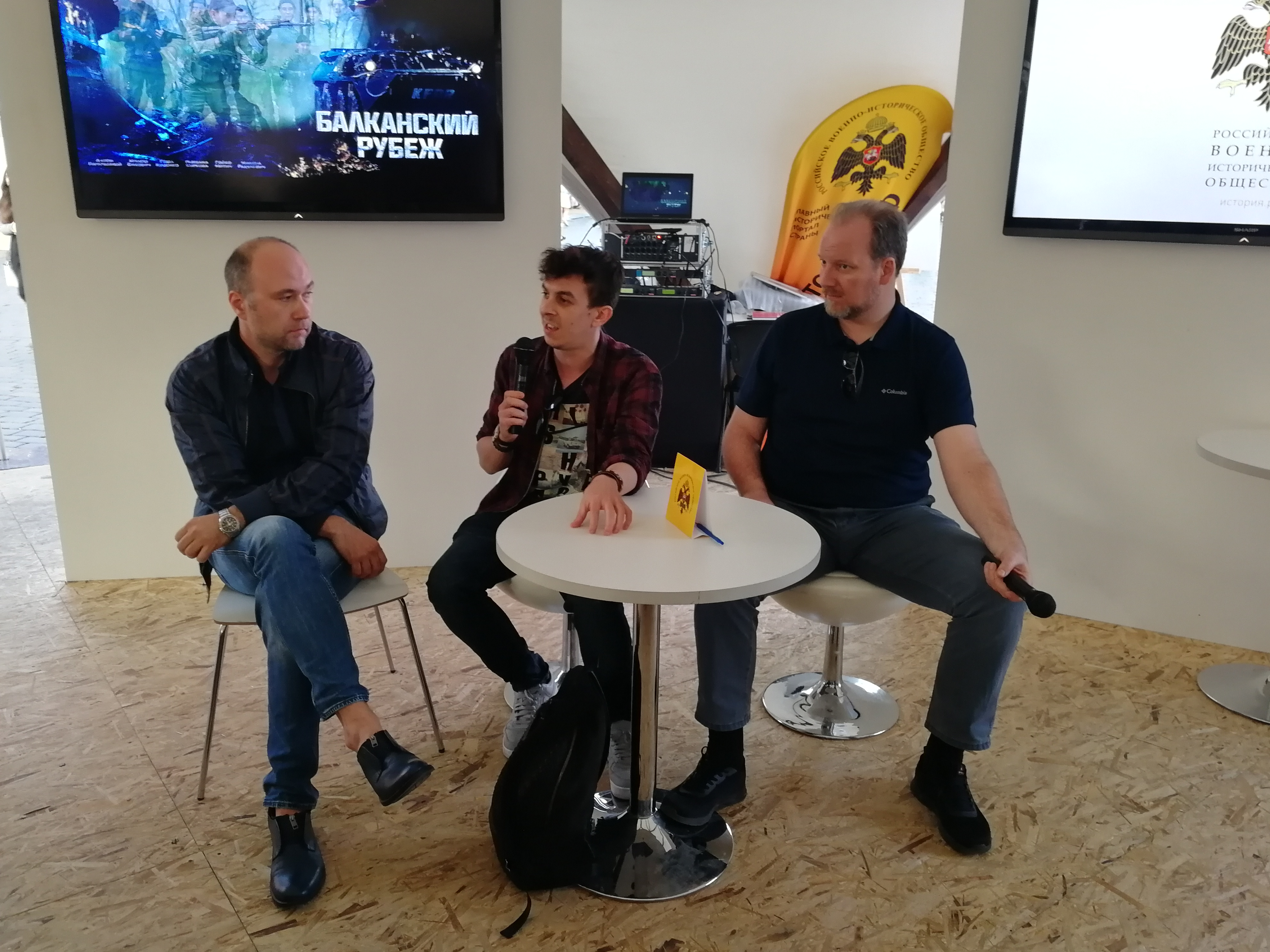
Создатели фильма «Балканский рубеж» (слева направо): Андрей Волгин, Андрей Анайкин, Иван Наумов

Идея создания фильма о событиях в Югославии пришла Гоше Куценко в 2012 году, во время беседы с другом, словацким продюсером Василом Шевцем. Для написания сценария пригласили писателя Ивана Наумова, и он создал 600-страничную историю любви русского миротворца и сербской девушки. Позднее Куценко познакомился с продюсером Вадимом Быркиным и генералом Юнус-Беком Евкуровым, которые согласились ему помочь. Настоящие детали операции, в которой участвовал Евкуров (в то время — майор спецназа ГРУ), до сих пор находятся под грифом секретности, поэтому сценаристы придумывали сюжет на собственное усмотрение, а Евкуров консультировал их на предмет достоверности происходящего.
Милошу Биковичу сначала предложили роль российского солдата, но он отказался, решив, что в совместном фильме России и Сербии ему будет логичнее играть серба. Однако он сразу согласился помочь организовать съёмки у себя на родине и стал не только актёром, но и одним из продюсеров фильма. Во время бомбардировок Милошу было всего одиннадцать лет, и те события остались у него в памяти на всю жизнь.
Для Гойко Митича роль Горана Милича стала первой ролью серба за всю кинокарьеру. С событиями 1999 года у актёра связана личная трагедия — во время бомбардировок Югославии скончалась его мать, и он не смог приехать из Берлина на её похороны; поэтому он не раздумывая принял приглашение принять участие в проекте. Несмотря на возраст, Митич наотрез отказался от услуг дублёра и сам выполнил все трюки.
Милена Радулович специально для участия в съёмках фильма учила русский язык и каждый раз совершенствовала его, после чего она теперь говорит на нём практически без акцента.
Эмир Кустурица сыграл небольшую роль белградского таксиста; по словам исполнительного продюсера Анастасии Пелевиной, сначала режиссёр должен был войти в съёмочную группу с сербской стороны, но у них не совпали рабочие графики.
Для съёмок все актёры, исполнявшие роли спецназовцев, прошли тяжёлые двухмесячные тренировки, значительно подтянув свою физическую и стрелковую подготовку.
Съёмки проходили в Москве, Подмосковье, Сербии и Крыму.

## Саундтрек
| №  | Название                      | Исполнитель        | Длительность |
| -- | ----------------------------- | ------------------ | ------------ |
| 1. | «Феллини»                     | Сплин, Би-2        | 5:05         |
| 2. | «Северный ветер»              | Линда              | 6:53         |
| 3. | «Туман»                       | Сектор Газа        | 3:43         |
| 4. | «Скованные одной цепью»       | Ю-Питер            | 4:54         |
| 5. | «Дальше действовать будем мы» | Кино               | 3:54         |
| 6. | «А что нам надо?»             | СерьГа             | 3:58         |
| 7. | «Хлоп-хлоп»                   | Nautilus Pompilius | 3:58         |
| 8. | «Родина»                      | ДДТ                | 4:37         |
| 9. | «Coco Jamboo»                 | Mr. President      | 3:43         |

## Оценки

### Положительные
Фильм получил смешанные оценки кинокритиков, и часть из них была основана на тех или иных политических предпочтениях. Кинокритик и балканист Дмитрий Бавырин оценил картину положительно: «на исторически предсказуемом и визуально бедном материале был снят остросюжетный и зрелищный жанровый фильм». Алексей Литовченко из «Российской газеты» писал: «Объективно „Балканский рубеж“ как патриотический военный боевик ничем не уступает американским аналогам. В нём хватает патриотического пафоса — и это естественно, такой уж жанр. Главное, что обставлен он красиво и со вкусом».
Кинокритик Михаил Трофименков назвал «Балканский рубеж» «высшим достижением отечественной киноиндустрии».
Кинокритик Егор Москвитин указывает на недостатки фильма: множество сцен со слоу-мо и длинный хронометраж, однако указывает на высокую прорисовку персонажей, отсутствие акцентов, а битву за аэропорт в конце фильма «вершина батальной хореографии среди российских боевиков о современной войне».
Фильм получил приз «За лучшую операторскую работу» на XXVII кинофестивале «Виват кино России!» (Санкт-Петербург, 2019).

### Отрицательные
Британская The Times в своей редакционной статье называет фильм попыткой переписать историю в русле российской внешней политики на Балканах, при этом незначительные разногласия по поводу размещения миротворцев в Косово выдаются за стратегическую победу России, режим Милошевича представляется невинной жертвой «агрессии НАТО», а геноцид албанцев, устроенный сербами, не упоминается вовсе. По мнению The Times, «фильм настолько тенденциозный, что переходит все границы художественной интерпретации».
Заведующий отделом культуры журнала «Огонёк» Андрей Архангельский в своей рецензии указывает что авторы фильма проигнорировали «всю сложность югославского конфликта», а просто разделили стороны на «чужие плохие» и «свои хорошие», сделав целью фильма сюжет «как мы „победили НАТО“»
Обозреватель Film.ru Егор Беликов назвал Балканский рубеж «не самого большого ума фильм»
Кинокритик Алёнушкина В. И. в своей рецензии указывает на следующие недостатки фильма: историческое несоответствие, технические просчеты, саундтрек и акценты, «сербы, например, — только герои и жертвы, а „в НАТО поддерживают албанских боевиков“»
После премьеры картины кинокритик Антон Долин опубликовал в своём Facebook пост, в котором выступил с резкой критикой «Балканского рубежа», назвав его «веским претендентом на худший отечественный фильм года», при просмотре которого он чувствовал, что «в мозг пытаются впрыснуть какой-то яд». Обозреватель резюмировал: «Для тех, кто не собирается смотреть, краткий дайджест: худшее зло на планете — НАТО; на втором месте — мусульмане <…> Но мир не скатится в тартарары, поскольку НАТО противостоят славяне; самые крутые славяне — русские, без них остальным славянам, пожалуй, кранты».Посетивший премьеру фильма журналист Дмитрий Бавырин отметил, что данное Долиным описание сюжета «Балканского рубежа» не соответствует внутреннему содержанию картины: «Про НАТО в этом фильме не говорят, и слово „фашистский“ не звучит ни разу. Лично я не услышал и слова „славяне“ и могу поклясться, что подходящего для него контекста там просто нет». При этом Бавырин отметил, что участники операции акцентируют свою идентичность, а среди главных положительных персонажей только один идентифицирует себя как русского: «ингуш, татарин, белорус, узбечка, серб, албанец, один русский и ещё один — советский».